# Francisco Barnés de Castro
Francisco José Barnés de Castro (Ciudad de México, 11 de septiembre de 1946) es un académico mexicano, ingeniero químico y rector de la Universidad Nacional Autónoma de México (UNAM) entre 1997 y 1999. En 1999 fue quien propuso el cobro de cuotas de ingreso y semestrales y prestaciones de servicio motivo por el cual se desató la huelga estudiantil.
Realizó sus estudios de licenciatura en la Facultad de Química de la UNAM y obtuvo los grados de maestro en Ciencias y doctor en Ingeniería Química por la Universidad de California en Berkeley, Estados Unidos. Fue subsecretario de Energía en el gobierno del presidente Ernesto Zedillo, comisionado de la Comisión Reguladora de Energía y director general del Instituto Mexicano del Petróleo.

## En la academia
En la máxima casa de estudios de México ha desempeñado los cargos de coordinador de la carrera de Ingeniería Química, jefe de la División de Ciencia y Tecnología y jefe de la División Académica de la FES Zaragoza. En la Facultad de Química ha sido coordinador de la carrera de Ingeniería Química, secretario general y director de la misma. Durante poco más de dos años fue secretario general de la UNAM, secretario del Consejo Universitario y miembro de la Comisión de Trabajo Académico. Fue rector de la Universidad en el periodo de 1997 a 1999.
En 1997 el rector Francisco Barnés de Castro presentó una propuesta para reformar el pase automático, con lo que se comenzó a aplicar examen de selección a:
- Egresados de escuelas de la Ciudad de México incorporadas a la UNAM.
- Egresados de escuelas de otros estados incorporadas a la UNAM.
- Egresados de Escuelas del Ciudad de México no incorporadas a la UNAM.
- Egresados de escuelas de otros estados no incorporadas a la UNAM.

Con lo anterior los egresados de la ENP y el CCH, serían a partir de ese momento los únicos que gozarían de los beneficios del pase reglamentado. Esta reforma surgió debido a la creciente demanda de ingreso por medio del examen de selección a nivel superior, pues al ser los lugares disponibles limitados y la mayoría repartidos entre los beneficiarios del pase, cada año eran rechazados miles de aspirantes. Esta reforma trajo beneficios al disminuir el ingreso automático de alumnos que confiados de gozar con el "pase automático" y con independencia de sus bajas calificaciones o esfuerzo gozaban de un lugar en el nivel superior, por lo que al suprimir esa figura, se permitió abrir lo lugares a un mayor número de aspirantes que realizando una evaluación sobresaliente tuvieran la oportunidad de ingresar a una licenciatura en la máxima casa de estudios, y aunque se planeó eliminar el pase por completo fue imposible debido a la huelga estudiantil de la UNAM (1999-2000) en la que se exigió entre otras cosas que el pase volviera a ser como originalmente había sido concebido en 1966.

## Servicio público
Fue subsecretario de Energía durante la administración del presidente Ernesto Zedillo y comisionado en la Comisión Reguladora de Energía.
Ha presentado 24 trabajos de investigación científica en eventos especialización de trascendencia internacional, y ha impartido cerca de 40 conferencias en congresos y reuniones especializadas tanto nacionales como internacionales. 
Fue miembro del Consejo Directivo de la Asociación Mexicana de Directivos de la Investigación Aplicada y el Desarrollo Tecnológico (ADIAT); del Consejo Asesor del Instituto Nacional de Investigaciones Nucleares; del Consejo Consultivo Internacional del Instituto Nacional de Investigación del Departamento de Energía de los Estados Unidos, administrador por Battelle Memorial Institute; del Consejo Consultivo para el Desarrollo Sustentable de la Secretaría del Medio Ambiente, Recursos, Naturales y Pesca; y del Comité Consultivo Público Conjunto de la Comisión para la Cooperación Ambiental de América del Norte. 
Pertenece a diversas asociaciones profesionales, tales como el Instituto Mexicano de Ingenieros Químicos, del que fue presidente nacional, la Sociedad Química Mexicana, de la que fue presidente del Valle de México; la Academia Mexicana de Ingeniería; el Colegio Nacional de Ingenieros Químicos y Químicos, A C, la Academia Nacional de Ingeniería Ambiental (ANIA) de la que es miembro fundador, de la Fundación UNAM, y de la Fundación Javier Barros Sierra. Fue Vicepresidente para América del Norte del World Energy Council, y presidente de la Asociación Mexicana para la Economía Energética.